# Marino Giudice
Marino Giudice (zm. w grudniu 1386) – włoski kardynał okresu wielkiej schizmy

## Życiorys
Pochodził z Amalfi. 18 lutego 1370 został wybrany biskupem Castellamare. 18 maja 1373 przeniesiono go do biskupstwa Cassano. W 1378 został wygnany z diecezji za poparcie, jakiego udzielił papieżowi Urbanowi VI w sporze z antypapieżem Klemensem VII. Urban VI w nagrodę mianował go metropolitą Brindisi (1379), a następnie arcybiskupem Tarentu i kamerlingiem Kościoła (1380). Był także administratorem diecezji Aversa (1381) i Imola (1382) oraz legatem Urbana VI legatem we Włoszech i na Węgrzech (1382). Ostatecznie papież ten mianował go kardynałem prezbiterem S. Pudenziana, choć dokładna data tej promocji nie jest znana. Sprawował funkcję archiprezbitera Bazyliki Santa Maria Maggiore. W styczniu 1385 wraz z pięcioma innymi kardynałami został aresztowany i uwięziony w Nocera za rzekome spiskowanie przeciwko Urbanowi VI. W śledztwie poddany był torturom. Kiedy papież został zmuszony przez wojska neapolitańskie do opuszczenia Nocera, udał się do Genui, zabierając ze sobą więzionych kardynałów. Tam pięciu z nich (w tym Marino Giudice) zostało skazanych na śmierć i straconych najprawdopodobniej w grudniu 1386.
Kardynał Marino Giudice jest niekiedy mylony z biskupem Teano (1353-61) i arcybiskupem Amalfi (1361-74) o tym samym imieniu i nazwisku, który zmarł w 1374 roku i nigdy nie był kardynałem.